# Meesia muelleri
Meesia muelleri är en bladmossart som beskrevs av C. Müller och Georg Ernst Ludwig Hampe 1856. Meesia muelleri ingår i släktet svanmossor, och familjen Meesiaceae. Inga underarter finns listade i Catalogue of Life.